# Макдаффи, Дуэйн
Дуэйн Гленн Макдаффи (англ. Dwayne Glenn McDuffie) — американский писатель.

## Ранние годы
Дэуйн родился и вырос в Детройте, в семье Лероя Макдаффи и Эдны (Хокинс) Макдаффи Гарднер. Он учился в Мичиганском университете. Комик Киган-Майкл Кей оказался его биологическим сводным братом по отцу.

## Смерть
21 февраля 2011 года, через день после своего 49-летия, Макдаффи скончался в Медицинском центре Провиденс-Сент-Джозеф в Бербанке от осложнений после экстренной операции на сердце.

## Награды и признание
В 1995 году Макдаффи был номинирован на премию Айснера в нескольких категориях. В следующем году он получил премию Golden Apple Award. В 2003 году Дэуйн удостоился награды Humanitas Prize. В 2009 году Макдаффи получил премию Inkpot Award.
Такие сайты, как ComicBook.com и Screen Rant, называли Макдаффи одним из лучших авторов комиксов о Фантастической четвёрке.

## Фильмография
- Статический шок (2000—2004)
- Что новенького, Скуби-Ду? (2002)
- Лига справедливости (2002—2004)
- Юные титаны (2004)
- Лига справедливости: Без границ (2004—2006)
- Бен-10: Инопланетная сила (2008—2010)
- Бен-10: Инопланетная сверхсила (2010—2012)
- Лига Справедливости: Кризис двух миров (2010)
- Сверхновый Супермен (2011)
- Лига Справедливости: Гибель (2012)
- Бен-10: Омниверс (2012)

### Временный сценарист
- «Fall Guy» (Solo Avengers #13, Marvel Comics, 1988)
- Clive Barker’s Hellraiser #2 (Marvel Comics, 1989)
- St. George #8 (Marvel Comics, 1989)
- Iron Man #251-252 (Marvel Comics, 1989—1990)
- Power Pack #55 (Marvel Comics, 1990)
- Avengers Annual #19 (Marvel Comics, 1990)
- Avengers West Coast Annual #5 (Marvel Comics, 1990)
- Iron Man Annual #11 (Marvel Comics, 1990)
- «Test Run» (Marvel Comics Presents #62, Marvel Comics, 1990)
- «Shadow of a Doubt» (Marvel Super-Heroes vol. 3, #4, Marvel Comics, 1990)
- «Cupid’s Arrow» (Marvel Super-Heroes vol. 3, #9, Marvel Comics, 1992)
- «Not to Touch the Earth» (Marvel Super-Heroes vol. 3, #11, Marvel Comics, 1992)
- «Cupid’s Error» (Marvel Super-Heroes vol. 3, #12, Marvel Comics, 1993)
- Clive Barker’s Hellraiser #7-10, 15 (Marvel Comics, 1991—1992)
- Hardware #25 (DC Comics,1995)
- «Communications Error.» (JLA Showcase 80-Page Giant #1, DC Comics, 1993)
- Static #14 (DC Comics, 1994)
- Blood Syndicate #35 (DC Comics, 1996)
- Impulse #60 (DC Comics, 2000)
- «Never Say Die.» Batman: Gotham Knights #27 (DC Comics, 2002)

### Редактор
- Freddy Kreuger’s A Nightmare on Elm Street #1-2 (Marvel Comics, 1989)
- Blood Syndicate #1-30 (DC Comics, 1993—1995)
- Hardware #1-10 (DC Comics, 1993)
- Icon #1-8 (DC Comics, 1993)
- Static #1-28, #30 (DC Comics, 1993—1995)
- Shadow Cabinet #0 (DC Comics, 1994)
- Xombi #0 (DC Comics, 1994)
- Frank (Harvey Comics, 1994)
- «The Call» (Superman: The Man of Steel #34, DC Comics, 1994)
- Kobalt #1-10 (DC Comics, 1994—1995)
- Shadow Cabinet #1-17 (DC Comics, 1994—1995)
- Xombi #1-16 (DC Comics, 1994—1995)
- Worlds Collide (ваншот, DC Comics, 1994)
- Deathwish #1-4 (DC Comics, 1994—1995)
- My Name is Holocaust #1 (DC Comics, 1995)
- Kobalt #14 (DC Comics, 1995)
- Static Shock! Rebirth of the Cool #1-4 (DC Comics, 2001)